# Iuixatirka
Iuixatirka (en rus: Юшатырка) és un poble de Baixkíria, a Rússia, que en el cens del 2010 tenia 222 habitants. Pertany al districte de Iermolàievo.